# Fracción la Unidad Número Uno
Fracción la Unidad Número Uno är en ort i Mexiko.   Den ligger i kommunen Villa Comaltitlán och delstaten Chiapas, i den sydöstra delen av landet, 800 km sydost om huvudstaden Mexico City. Fracción la Unidad Número Uno ligger 228 meter över havet och antalet invånare är 105.
Terrängen runt Fracción la Unidad Número Uno är varierad. Runt Fracción la Unidad Número Uno är det ganska tätbefolkat, med 111 invånare per kvadratkilometer. Närmaste större samhälle är Huixtla, 16,0 km sydost om Fracción la Unidad Número Uno. I omgivningarna runt Fracción la Unidad Número Uno växer i huvudsak städsegrön lövskog.